# Franquevielle
Franquevielle (em occitano:  Francavièla) é uma comuna francesa na região administrativa da Occitânia, no departamento do Alto Garona. Estende-se por uma área de 10.88 km², com 330 habitantes, segundo o censo de 2018, com uma densidade de 30 hab/km².